# E. E. Clive
Edward E. Clive (* 28. August 1879 in Blaenavon, Monmouthshire, Wales; † 6. Juni 1940 in North Hollywood, Kalifornien) war ein britischer Film- und Theaterschauspieler.

## Leben und Karriere
Geboren vermutlich 1879 – nach anderen Quellen auch 1883 – in Wales, sollte Edward E. Clive auf Wunsch seines Vaters eigentlich Arzt werden. Er war drei Jahre am St Bartholomew’s Hospital beschäftigt, ehe er dann doch mit 22 Jahren Schauspieler wurde. 1912 wanderte er in die Vereinigten Staaten aus und trat unter anderem in Boston am Orpheum Circuit auf. 1926 gab er sein Debüt am Broadway in New York im Stück  The Creaking Chair, bei dem er nicht nur als Schauspieler arbeitete, sondern auch als Regisseur und Produzent der Produktion. Am Broadway spielte er bis 1932 noch in drei weiteren Stücken. Insgesamt soll er in seiner gesamten Karriere in über 1150 Bühnenproduktionen gespielt haben. Viele Jahre leitete er zudem ein eigenes Ensemble, das zuletzt in Los Angeles verortet war und in dem unter anderem Rosalind Russell am Anfang ihrer Karriere spielte.
Ab 1932 kam Clive zu Filmauftritten. Eine seiner ersten Filmdarbietungen war der begriffsstutzige Dorfpolizist im Horrorfilm Der Unsichtbare, wobei er seine Rolle mit einem markanten Dialekt spielte. Clive war für solche Rollen sehr geeignet, da er gut Dialekte unterschiedlicher britischer Regionen imitieren konnte, was von seinen Theatertouren durch ganz Großbritannien rührte. Die Filmauftritte von E. E. Clive waren zwar häufig kurz, aber doch meist markant. Er verkörperte regelmäßig komische Varianten britischer Stereotypen, etwa als nervöser Kutscher im Krimiklassiker Der Hund von Baskerville (1939), sowie in dessen Fortsetzung Die Abenteuer des Sherlock Holmes (1939) in der Rolle eines eingebildeten Polizeikommissars, der den falschen Mann verhaften will. Regelmäßig verkörperte er ebenfalls britische Aristokraten, etwa als Sir Harry in Der kleine Lord (1936). Auch Butler stellte er häufiger dar, etwa in der Komödie Die Findelmutter sowie als Bulldog Drummonds Diener Tenny in mehreren Folgen der gleichnamigen Krimireihe. Eine seiner bekanntesten Rollen spielte er als inkompetenter Bürgermeister in dem mit schwarzem Humor angereicherten Horrorfilm Frankensteins Braut (1935), in der er wie schon bei Der Unsichtbare unter Regie von James Whale stand. Insgesamt umfasste sein filmisches Schaffen in den acht Jahren von 1932 bis zu seinem Tod rund 95 Filme.
Einer von Clives letzten Filme war die Jane-Austen-Verfilmung Stolz und Vorurteil aus dem Jahr 1940, in der er die Rolle des Sir William Lucas spielte. Er starb noch im Juni dieses Jahres im Alter von 60 Jahren an einem Herzinfarkt und hinterließ seine Frau Eleanor.

## Filmografie
- 1932: Cheaters at Play
- 1933: Horse Play
- 1933: Der Unsichtbare (The Invisible Man)
- 1934: Long Lost Father
- 1934: The Poor Rich
- 1934: Die nackte Wahrheit (Riptide)
- 1934: One More River
- 1934: Bulldog Drummond schlägt zurück (Bulldog Drummond Strikes Back)
- 1934: Charlie Chan in London
- 1934: Scheidung auf amerikanisch (The Gay Divorcee)
- 1934: Father Brown, Detective
- 1934: The Little Minister
- 1934: Tin Pants
- 1935: David Copperfield
- 1935: Mystery of Edwin Drood (The Mystery of Edwin Drood)
- 1935: Die Goldgräber von 1935 (Gold Diggers of 1935)
- 1935: Frankensteins Braut (Bride of Frankenstein)
- 1935: We're in the Money
- 1935: Atlantic Adventure
- 1935: Page Miss Glory
- 1935: Three Kids and a Queen
- 1935: A Feather in Her Hat
- 1935: Was geschah gestern? (Remember Last Night?)
- 1935: Der Mann, der die Bank von Monte Carlo sprengte (The Man Who Broke the Bank at Monte Carlo)
- 1935: Stars Over Broadway
- 1935: Kind Lady
- 1935: Flucht aus Paris (A Tale of Two Cities)
- 1935: Unter Piratenflagge (Captain Blood)
- 1935: The Widow from Monte Carlo
- 1935: Sylvia Scarlett
- 1936: The Dark Hour
- 1936: Der kleine Lord (Little Lord Fauntleroy)
- 1936: Liebe vor dem Frühstück (Love Before Breakfast)
- 1936: Kein Alibi für den Staatsanwalt (The Unguarded Hour)
- 1936: Draculas Tochter (Dracula’s Daughter)
- 1936: The King Steps Out
- 1936: Show Boat
- 1936: Trouble for Two
- 1936: The Golden Arrow
- 1936: Palm Springs
- 1936: Ticket to Paradise
- 1936: The White Angel
- 1936: Wenn der Vater mit dem Sohne… (Piccadilly Jim)
- 1936: Kain und Mabel (Cain and Mabel)
- 1936: Lustige Sünder (Libeled Lady)
- 1936: Isle of Fury
- 1936: All American Chump
- 1936: Der Verrat des Surat Khan (The Charge of the Light Brigade)
- 1936: Tarzans Rache (Tarzan Escapes)
- 1936: Signale nach London (Lloyd’s of London)
- 1936: Die Kameliendame (Camille)
- 1937: Der Mord im Nebel (Bulldog Drummond Escapes)
- 1937: Gehn wir bummeln (On the Avenue)
- 1937: They Wanted to Marry
- 1937: Im Kreuzverhör (Maid of Salem)
- 1937: Ready, Willing and Able
- 1937: Der Mann mit dem Kuckuck (Personal Property)
- 1937: Night Must Fall
- 1937: The Road Back
- 1937: Finale in St. Petersburg (The Emperor’s Candlesticks)
- 1937: Love Under Fire
- 1937: Bulldog Drummond: Die Rache der schwarzen Witwe (Bulldog Drummond Comes Back)
- 1937: Danger – Love at Work
- 1937: It’s Love I’m After
- 1937: The Great Garrick
- 1937: Live, Love and Learn
- 1937: Beg, Borrow or Steal
- 1937: Scotland Yard greift ein! (Bulldog Drummond’s Revenge)
- 1938: Arsène Lupin Returns
- 1938: The First Hundred Years
- 1938: Bulldog Drummond: Der künstliche Diamant (Bulldog Drummond’s Peril)
- 1938: Entführt (Kidnapped)
- 1938: Gateway
- 1938: Bulldog Drummond: Abenteuer in Afrika (Bulldog Drummond in Africa)
- 1938: Submarine Patrol
- 1938: Scotland Yard erlässt Haftbefehl (Arrest Bulldog Drummond)
- 1938: The Last Warning
- 1939: Mr. Moto und die Flotte (Mr. Moto’s Last Warning)
- 1939: Die kleine Prinzessin (The Little Princess)
- 1939: I'm from Missouri
- 1939: Der Hund von Baskerville (The Hound of the Baskervilles)
- 1939: Scotland Yard blamiert sich (Bulldog Drummond’s Secret Police)
- 1939: Rose of Washington Square
- 1939: Man About Town
- 1939: Die Findelmutter (Bachelor Mother)
- 1939: Bulldog Drummond: Hochzeit mit Knall auf Fall (Bulldog Drummond’s Bride)
- 1939: Die Abenteuer des Sherlock Holmes (The Adventures of Sherlock Holmes)
- 1939: Raffles
- 1939: The Honeymoon's Over
- 1940: The Earl of Chicago
- 1940: Congo Maisie
- 1940: Adventure in Diamonds
- 1940: Stolz und Vorurteil (Pride and Prejudice)
- 1940: Der Auslandskorrespondent (Foreign Correspondent)
- 1940: Das Ultimatum für Bohrturm L 9 (Flowing Gold)